# Teekyu
Teekyu (てーきゅう?, Tēkyū) è un manga sportivo scritto da Roots e disegnato da Piyo, che ha iniziato la serializzazione sul Comic Earth Star della Earth Star Entertainment il 10 febbraio 2012. Il titolo della serie è un gioco di parole sul termine giapponese tennis (庭球?, teikyū). Nell'agosto 2012 è stato annunciato che un adattamento animato prodotto dallo studio MAPPA (stagioni 1–3) e da Millepensee (stagioni 4–9) e diretto da Shin Itagaki sarebbe stato trasmesso in Giappone dal 7 ottobre 2012. Secondo quanto dichiarato dalla Earth Star Entertainment, si tratta del più veloce adattamento di un manga ad anime mai realizzato. Altre due serie televisive anime a cura della Millepensee, adattate dai manga spin-off Takamiya Nasuno desu! (高宮なすのです！? lett. "Sono Nasuno Takamiya!") e Usakame (うさかめ?), sono andate in onda rispettivamente nel 2015 e 2016.

## Personaggi
Yuri Oshimoto (押本 ゆり?, Oshimoto Yuri)
Doppiata da: Yui Watanabe
Kanae Shinjō (新庄 かなえ?, Shinjō Kanae)
Doppiata da: Suzuko Mimori
Nasuno Takamiya (高宮 なすの?, Takamiya Nasuno)
Doppiata da: Kyōko Narumi
Marimo Bandō (坂東 まりも?, Bandō Marimo)
Doppiata da: Kana Hanazawa